# Corchorus pascuorum
Corchorus pascuorum là một loài thực vật có hoa trong họ Cẩm quỳ. Loài này được Domin mô tả khoa học đầu tiên năm 1927.